# Hołowczynci
Hołowczynci (ukr. Головчинці, hist. pol. Hołowczyńce) – wieś na Ukrainie, w obwodzie chmielnickim, w rejonie chmielnickim, w hromadzie Międzybóż. W 2001 liczyła 876 mieszkańców, spośród których 868 wskazało jako ojczysty język ukraiński, a 8 rosyjski.